# المنطقة العسكرية الثالثة (اليمن)

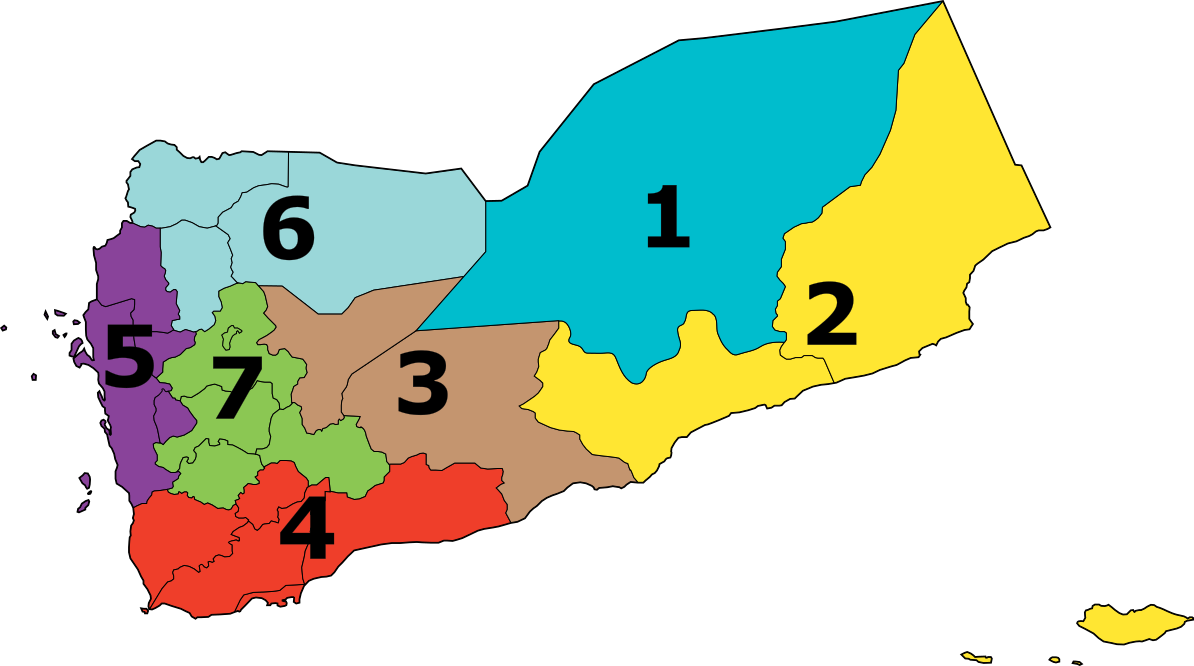
تقسيمات مسرح المناطق العسكرية اليمنية للجيش اليمني

المنطقة العسكرية الثالثة هي إحدى المناطق العسكرية اليمنية وتنتشر في محافظتي مأرب وشبوة، ويقع مركز قيادتها في مدينة مأرب، وتتكون المنطقة من 12 قوة قتالية.
أضيف محور بيحان لهذه المنطقة في مارس 2018 بقرار جمهوري، ويضم المحور الوحدات العسكرية التالية: اللواء 26 ميكا، اللواء 19 مشاة، اللواء 163 مشاة، اللواء 153 مشاة، اللواء 173 مشاة.

## القادة
يعين قائد المنطقة العسكرية الثالثة بقرار جمهوري، ويعين بنفس القرار قائداً للواء 13 مشاة.
- اللواء/ أحمد سيف محسن اليافعي [1] (10 أبريل 2013 - 7 أبريل 2015)
- العميد/ عبد الرب الشدادي[4] (7 أبريل 2015 - 7 أكتوبر 2016).

- اللواء الركن عادل هاشم القميري (7 أكتوبر 2016 -21 يناير 2017).[5]
- اللواء الركن/ أحمد حسان جبران (21 يناير 2017 - 27 مايو 2018)[6]
- اللواء الركن/ فيصل علي قائد حسن (27 مايو 2018 -)[7]
- اللواء الركن/ منصور عبد الله ثوابة (11 نوفمبر 2020)[8]

## القوة العسكرية
| م  | اللواء                  | المحور     | مكان التمركز                         | المحافظة       |
| -- | ----------------------- | ---------- | ------------------------------------ | -------------- |
| 1  | قيادة المنطقة           |            | مأرب                                 | محافظة مأرب    |
| 2  | محور عتق                |            | عتق                                  | محافظة شبوة    |
| 3  | اللواء 13 مشاة          |            | مأرب                                 | محافظة مأرب    |
| 4  | اللواء 107 مشاة         |            | صافر                                 | محافظة مأرب    |
| 5  | اللواء 19 مشاة          | محور بيحان | بيحان                                | محافظة شبوة    |
| 6  | اللواء 21 مشاة ميكا     |            | عتق                                  | محافظة شبوة    |
| 7  | اللواء 312 مدرع         |            | صرواح                                | محافظة مأرب    |
| 8  | اللواء 14 مدرع          |            | صحن الجن                             | محافظة مأرب    |
| 9  | اللواء الثاني مشاة جبلي |            | عزان                                 | محافظة شبوة    |
| 10 | اللواء الثالث مشاة جبلي |            | مأرب                                 | محافظة مأرب    |
| 11 | اللواء 2 مشاة بحري      |            | بئر علي                              | محافظة شبوة    |
| 12 | اللواء 180 دفاع جوي     |            | مأرب - صحن الجن                      | محافظة مأرب    |
| 13 | قاعدة عتق الجوية        |            | عتق                                  | محافظة شبوة    |
| 14 | محور بيحان              |            | بيحان - حريب - عسيلان - عين - الجوبة | مأرب           |
| 15 | اللواء 26 مشاة ميكا     | محور بيحان | البيضاء                              | محافظة البيضاء |
| 16 | اللواء 153 مشاة         | محور بيحان |                                      |                |
| 17 | اللواء 163 مشاة         | محور بيحان |                                      |                |
| 18 | اللواء 173 مشاة         | محور بيحان |                                      |                |